# オレンジ郡 (インディアナ州)
オレンジ郡（英: Orange County）は、アメリカ合衆国インディアナ州の南部に位置する郡である。2010年国勢調査での人口は19,840人であり、2000年の19,306人から2.8％増加した。郡庁所在地はパオリ町（人口3,677人）であり、同郡で人口最大の町でもある。
郡内には4つの法人化された町があり、その総人口は約8,600人である。他に幾つか小さな未編入の町がある。10の郡区に分割され地方レベルのサービスを行っている。郡内にはアメリカ国道1本とインディアナ州道5本が通っている。

## 歴史
オレンジ郡は1815年12月26日に承認された法により、ノックス郡、ギブソン郡、ワシントン郡の一部を合わせて設立され、1816年2月1日に有効となった。同年、パオリの町に郡庁所在地が定められた。この町はノースカロライナ州の町の名を採っていた。
初代郡庁舎は25ドルの費用で暫定的な丸太造りのものが建てられた。1818年に石造りのより恒久的な建物が3,950ドルで建設された 。1847年、新しくより大きな建物を建てる計画が造られ、14，000ドルをかけて1850年に完成した。この建物はその建設以来継続的に利用されているものとして州内で2番目に古いものである。オハイオ郡の郡庁舎が最古のものであり、これと同様ギリシャ復古調、2階建て、ドーリア式縦溝彫りの柱で支えられたポルチコがある。装飾を施された鋳鉄の階段と時計塔を備えている。1970年の火事で時計塔が損傷を受けた。
初期開拓者は大半が、奴隷制度のあるノースカロライナ州オレンジ郡から逃れてきたクエーカー教徒だった。1811年にジョナサン・リンドリーがノースカロライナ州からクエーカー教徒の集団を率いてきた。リンドリーの指導下で、1813年には宗教的建築物であるリック・クリーク集会所を建設した。オレンジ郡の名前もこの集団が由来となった。元々オレンジという名前はオランダのプロテスタントであるオラニエ公から来ており、オラニエ公は名誉革命の後の1689年にウィリアム3世としてイングランド王になった。
クエーカー教徒達は解放された多くの奴隷を連れてきていた。これら解放奴隷は深い森の中に200エーカー (0.81 km2) の土地を与えられた。その報せが直ぐに広まり、この土地は逃亡奴隷のための地下鉄道の一部となった。
解放奴隷は長年この地域で農耕を行い、取引を行い、他人のために労働力を売った。彼等のために教会が建てられ、墓地が備えられた。
今日残っているのは墓地だけである。長年の間に墓石は壊れ、破壊されたものもある。あるときボーイスカウトの1隊が訪れて、無くなったり壊れた石の代わりに木製の十字架を立てて墓所を示し、墓地全体を修復した。黒人の開拓地があったことからここは「リトルアフリカ」と呼ばれたが、初期開拓者は「パディの庭園」と呼んでいた。

## 地理
アメリカ合衆国国勢調査局に拠れば、郡域全面積は408.19平方マイル (1,057.2 km2)であり、このうち陸地398.39平方マイル (1,031.8 km2)、水域は9.80平方マイル (25.4 km2)で水域率は2.40％である。

オレンジ郡図、郡区と町が示されている

オレンジ郡はインディアナ州南部に位置している。北はローレンス郡、西はマーティン郡とデュボイス郡、南はクロウフォード郡、東はワシントン郡に接している。
オレンジ郡には4つの法人化された町があり、最大のものは郡の中心近くにあるパオリ町である。その北にオーリンズ、西にフレンチリックとウェストバーデンスプリングスの各町があり、後の2つは隣接しているが別々の町である
他に幾つか小さな未編入の町がある。パオリの南東4マイル (6 km)、アメリカ国道150号線沿いにチェンバーズバーグがある。オーリンズの東、郡の北東隅にはリープシックの町がある。プロスペクトの町はアメリカ国道150号線沿い、ウェストバーデンスプリングスの北にある。オレンジビルの町はパオリの北西にあり、オレンジビル郡区の中心に近い。郡南東隅、サウスイースト郡区の中心近くにバリーンの町がある。
郡南部の大半、パオリとフレンチリックより南の地域はフージャー国立の森に入っている。その中にパトカ湖があり、その大半はオレンジ郡内だが、隣接するデュボイス郡とクロウフォード郡にも広がっている。

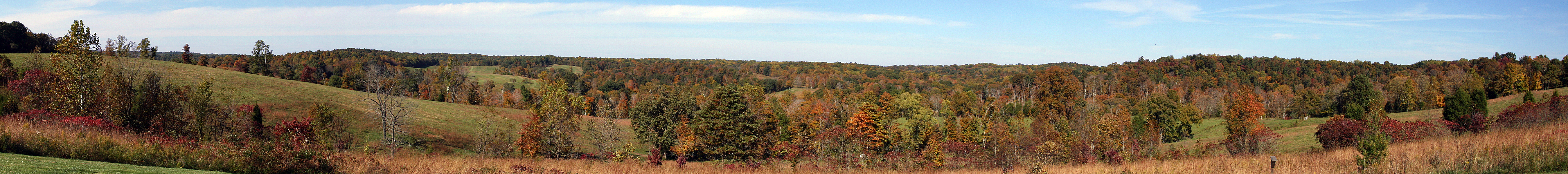
ジャクソン郡区にあるフージャー国立の森

### 主要高規格道路
アメリカ国道150号線が西のマーティン郡から入ってオレンジ郡内を横切っている。ウェストバーデンスプリングスの北を通り、パオリを抜け、やや南西に向かって東のワシントン郡のハーディンズバーグに入る。州道は以下の通りである。
- インディアナ州道37号線
- インディアナ州道56号線
- インディアナ州道60号線
- インディアナ州道145号線
- インディアナ州道337号線

### 隣接する郡
- ローレンス郡 - 北
- ワシントン郡 - 東
- クロウフォード郡 - 南
- デュボイス郡 - 南西
- マーティン郡 - 北西

## 気候と気象
近年、郡庁所在地であるパオリ町の平均気温は1月の18°F (-8 ℃) から7月の87°F (31 ℃) まで変化している。過去最低気温は1994年1月に記録された-29°F (-34 ℃) であり、過去最高気温は1901年7月に記録された111°F (44 ℃) である。月間降水量は10月の2.90インチ (74 mm) から5月の5.14インチ (131 mm) まで変化している。

## 郡政府
郡政府は憲法による政体であり、インディアナ州憲法とインディアナ州法典によって特別の権力を認められている。

### 郡政委員会
郡政委員会は郡政府の立法府であり、郡の歳出や歳入を管理している。委員は郡内の選挙区から選出され、任期は4年間である。給与、年間予算、特別支出を設定する責任がある。郡レベルで所得税や資産税、消費税、サービス税を課する限定付き権限があるが、所得税と資産税は州の承認を要する。

### 行政委員会
行政委員会は郡政府の行政府である。委員は郡全体を選挙区に選出され、任期は4年間で2年毎に半数が改選される。委員の一人、通常は最も経験のある者が議長になる。行政委員会は郡政委員会が決めた法を実行し、税金を集め、郡政府の日々の機能を管理する責任がある。

### 郡裁判所
郡は幾らかの民事訴訟を扱うことのできる小規模裁判所を維持している。判事は4年間任期で選出され、インディアナ州法廷弁護士協会の会員でなければならない。判事を補助するのがコンスタブルと呼ばれる法執行官であり、やはり4年間任期で選出される。特定の事件における判決に対しては、州レベルの巡回裁判所に控訴できる。

### 郡政府役人
上記以外に、保安官、検視官、監査官、財務官、登記官、測量士および巡回裁判所事務官が選挙で選ばれている。任期は4年間であり、郡政府の異なる部門を監督している。郡政府に選ばれる役人は支持政党を公にすることが求めら、また郡の住人でなければならない。
郡内の各郡区には委託者がおり、消防と救急サービスを管理し、生活保護と墓地の管理を行っている。委託者は3人の委員による郡区委員会の援助を受ける。委託者と郡区委員の任期は4年間で選挙によって選ばれている。
オレンジ郡はアメリカ合衆国下院議員インディアナ州第9選挙区に属し、2012年時点では共和党議員を選出している。インディアナ州議会上院では第44および第48選挙区に属しており、下院では第62選挙区に属している。

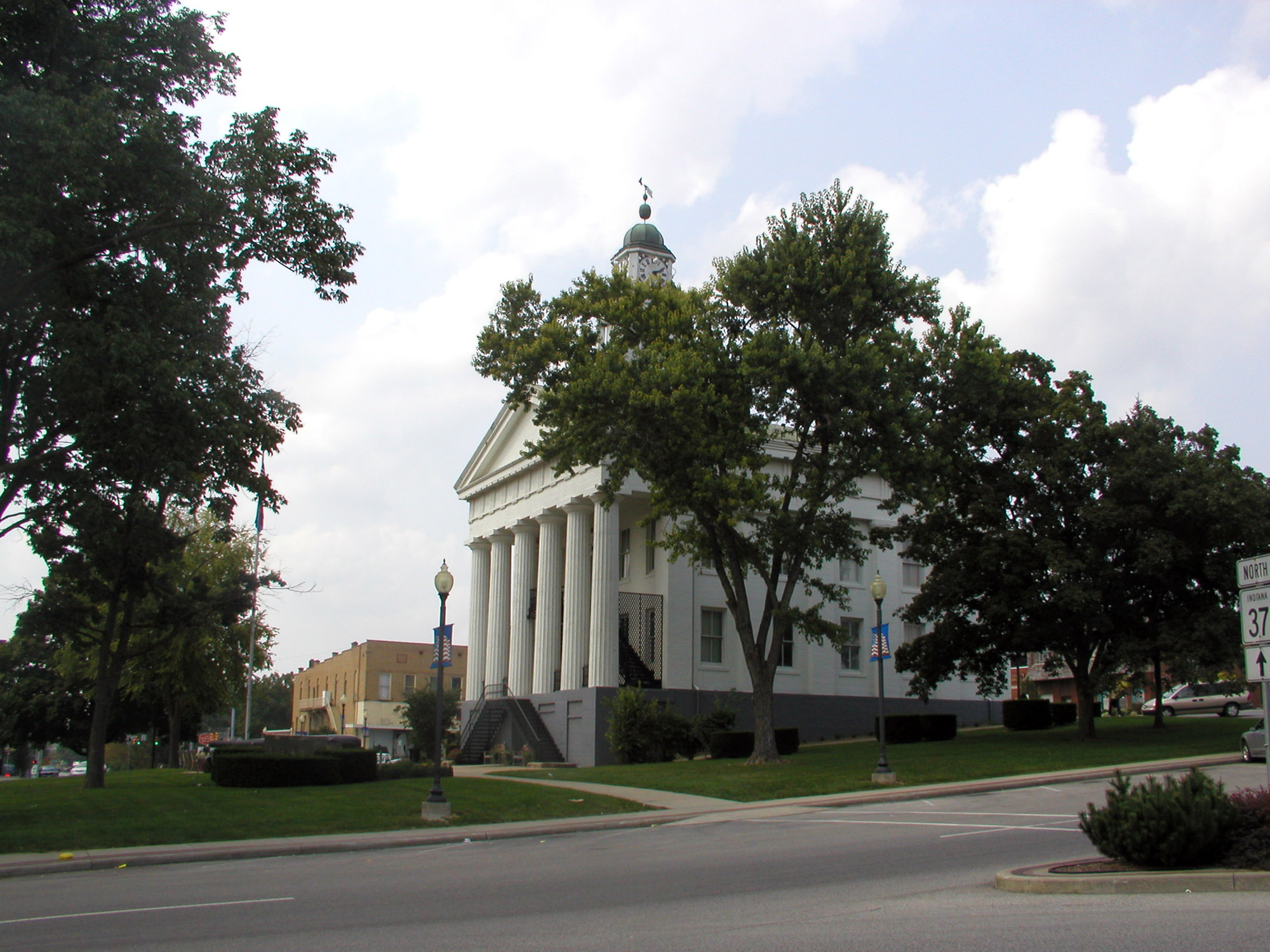
パオリ町タウンスクエアの中心にあるオレンジ郡庁舎

## 人口動態
以下は2000年の国勢調査による人口統計データである。
| 基礎データ - 人口: 19,306人 - 世帯数: 7,621 世帯 - 家族数: 5,342 家族 - 人口密度: 19人/km2（48人/mi2） - 住居数: 8,348軒 - 住居密度: 8軒/km2（21軒/mi2） 人種別人口構成 - 白人: 97.90% - アフリカン・アメリカン: 0.63% - ネイティブ・アメリカン: 0.31% - アジア人: 0.17% - 太平洋諸島系: 0.01% - その他の人種: 0.25% - 混血: 0.73% - ヒスパニック・ラテン系: 0.56% 先祖による構成 - アメリカ人：38.0％ - ドイツ系：18.1％ - イギリス系：11.8％ - アイルランド系：10.3％ | 年齢別人口構成 - 18歳未満: 25.7% - 18-24歳: 8.0% - 25-44歳: 28.0% - 45-64歳: 23.5% - 65歳以上: 14.9% - 年齢の中央値: 38歳 - 性比（女性100人あたり男性の人口） - 総人口: 96.7 - 18歳以上: 94.7 世帯と家族（対世帯数） - 18歳未満の子供がいる: 32.4% - 結婚・同居している夫婦: 57.6% - 未婚・離婚・死別女性が世帯主: 8.6% - 非家族世帯: 29.9% - 単身世帯: 26.2% - 65歳以上の老人1人暮らし: 12.0% - 平均構成人数 - 世帯: 2.49人 - 家族: 3.00人 収入と家計 - 収入の中央値 - 世帯: 31,564米ドル - 家族: 38,505米ドル - 性別 - 男性: 28,658米ドル - 女性: 20,238米ドル - 人口1人あたり収入: 16,717米ドル - 貧困線以下 - 対人口: 12.4% - 対家族数: 9.0% - 18歳未満: 16.1% - 65歳以上: 12.9% |

## 郡区
オレンジ郡は下記10の郡区に分割されている。
| - フレンチリック - グリーンフィールド - ジャクソン - ノースイースト | - ノースウェスト - オレンジビル - オーリンズ | - パオリ - サウスイースト - スタンパーズクリーク |

## 教育
オレンジ郡の公共教育は下記4つの教育学区が管轄している。
- ロストリバー・キャリア共同学区
- オーリンズ・コミュニティ教育学区
- パオリ・コミュニティ学校法人
- スプリングスバレー・コミュニティ学校法人

## 原註
1. ↑  1816年の $3,950 は2010年時点でおよそ $2,000,000 に相当する[9]
2. ↑  1850年の $14,000 は2010年時点でおよそ $6,000,000 に相当する[9]